# Nirmala Joshi
Schwester Nirmala Joshi MC (* 23. Juli 1934 in Ranchi, Britisch-Indien; † 23. Juni 2015 in Kolkata) war eine katholische Ordensschwester und Generaloberin der Missionarinnen der Nächstenliebe in Kalkutta.

## Leben und Wirken
Nirmala Joshi wurde als zweites von elf Kindern einer aus Nepal stammenden Familie hinduistischen Glaubens geboren, die sich im indischen Bihar niedergelassen hatte. Ihr Vater diente als Offizier in der British Army. Obwohl sie der höchsten indischen Kaste der Brahmanen angehörte, besuchte sie eine katholische Missionarsschule in Patna. 1958 konvertierte sie schließlich unter dem Eindruck der gewalttätigen Teilung Indiens zum katholischen Christentum und trat dem von Mutter Teresa gegründeten Orden der Missionarinnen der Nächstenliebe in Kalkutta bei. Dort war sie lange Jahre Assistentin der Ordensgründerin, bevor sie von dieser 1997 zur Nachfolgerin in der Kongregation und zur Ordensoberin ernannt wurde. Unter ihrer Führung entstanden neue Ordensheime in Panama, Kathmandu und New York. Nach zwei Amtsperioden verzichtete sie aus gesundheitlichen Gründen auf eine dritte Amtszeit. Ihr folgte am 24. März 2009 Schwester Mary Prema Pierick, eine gebürtige Deutsche aus Reken im Münsterland.